# Corps consulaire

Autokenteken corps consulaire

Het corps consulaire is het samenwerkingsverband van de consuls-generaal, consuls en honoraire consuls in een stad. De consuls voeren een aanduiding met de letters CC op hun auto of op hun nummerbord. De leden van het corps consulaire laten hun belangen door een gekozen deken verdedigen.
De leden van het corps consulaire zijn niet diplomatiek onschendbaar en zij zijn niet automatisch deel van het corps diplomatique. De consuls-generaal zijn daarentegen wel diplomaten met diplomatieke onschendbaarheid. Zij zijn lid van het corps diplomatique.
- Corps Consulaire Nederland.